# Gran icosaedro truncado
En geometría, el gran icosaedro truncado es un poliedro uniforme estrellado, indexado como U55. Tiene 32 caras (12 pentagramas y 20 hexágonos), 90 aristas y 60 vértices. Su símbolo de Schläfli es t{3,5⁄2} o t0,1{3,5⁄2} como un truncamiento del gran icosaedro.

## Coordenadas cartesianas

Secuencia de truncamiento animada desde {5/2, 3} hasta {3, 5/2}

Las coordenadas cartesianas de los vértices de un gran icosaedro truncado centrado en el origen son todas las permutaciones pares de:
(±1, 0, ±3/τ)
(±2, ±1/τ, ±1/τ3)
(±(1+1/τ2), ±1, ±2/τ)

donde τ = (1+√5)/2 es el número áureo (a veces escrito φ). Usando 1/τ2 = 1 − 1/τ se verifica que todos los vértices están en una esfera, centrada en el origen, con el radio al cuadrado igual a 10−9/τ. Las aristas tienen una longitud de 2.

## Poliedros relacionados
Este poliedro es el truncamiento del gran icosaedro. El truncado del gran dodecaedro estrellado es un poliedro degenerado, con 20 caras triangulares de los vértices truncados y 12 caras pentagonales (ocultas) como truncamientos de las caras del pentagrama original, formando este último un gran dodecaedro inscrito interiormente y compartiendo las aristas del icosaedro.
| Nombre                     | Gran dodecaedro estrellado | Gran dodecaedro estrellado truncado | Gran icosidodecaedro | Gran icosaedro truncado | Gran icosaedro |
| -------------------------- | -------------------------- | ----------------------------------- | -------------------- | ----------------------- | -------------- |
| Diagrama de Coxeter-Dynkin |                            |                                     |                      |                         |                |
| Imagen                     |                            |                                     |                      |                         |                |

### Gran pentaquis dodecaedro estrellado
El gran pentaquis dodecaedro estrellado es un poliedro no convexo isoedral. Es el dual del gran icosaedro truncado. Tiene 60 caras triangulares que se cruzan entre sí.